# هورس کریک (کالیفرنیا)
هورس کریک (به انگلیسی: Horse Creek) یک منطقهٔ مسکونی در ایالات متحده آمریکا است که در شهرستان سیسکیو، کالیفرنیا واقع شده‌است. هورس کریک ۴۹۵٫۹۲ متر بالاتر از سطح دریا واقع شده‌است.